# Затезна чврстоћа
Затезна чврстоћа материјала је максималан напон којим се материјал може оптеретити затезањем, а да притом не дође до лома. Дефиниција лома може да варира у зависности од материјала и методологије извођења експеримента. Методолошки први пут је примењена у металургији.
Карактеристичне области на дијаграму напон-јединично издужење (Слика 1.) су:
- Граница еластичности. Област линеарне зависности напона од јединичног издужења - Хуков закон.
- Затезна чврстоћа (енгл. Ultimate Tensile Strength).
- Лом.